# St. Clair Shores
St. Clair Shores – miasto w Stanach Zjednoczonych, w stanie Michigan, w hrabstwie Macomb, położone nad jeziorem St. Clair.